# غالبية

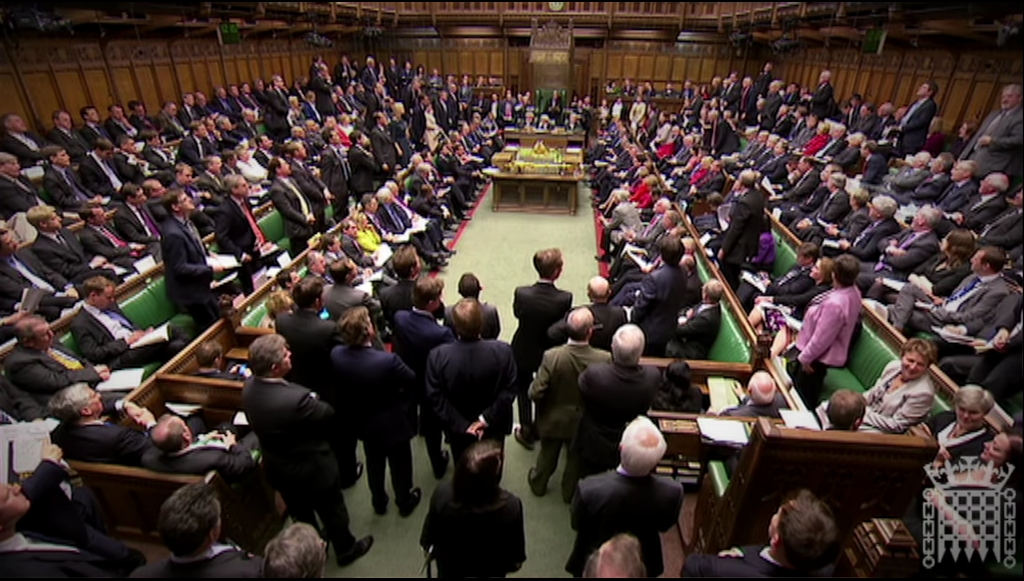
لقطة واسعة لأسئلة رؤساء الوزراء (2010-2012)

الغالبية فلسفة سياسية أو أيديولوجية تهدف إلى التأكيد على أن الأغلبية التي تعتمد على دين أو لغة أو طبقة اجتماعية أو أي تصنيف آخر من السكان لها الحق بدرجة معينة من الأهمية في المجتمع، ولها الحق في اتخاذ قرارات تؤثر على المجتمع. تعرض هذا الرأي التقليدي لانتقادات متزايدة، وقد وضعت الديمقراطيات الليبرالية بشكل متزايد قيودًا على ما يمكن للأغلبية البرلمانية فعله، من أجل حماية حقوق المواطنين الأساسية.
ينبغي عدم الخلط بين الغالبية وبين أنظمة الانتخاب التي تمنح المقاعد للمرشحين الذين يحصلون على أغلبية ضئيلة من الأصوات. على الرغم من أن مثل هذه الأنظمة يمكن أن تسمى أحيانًا أنظمة غالبية، إلا أنها تعتمد على الأغلبية النسبية وليس الأغلبية لتحديد الفائزين. الاقتراع الفوري وبعض الأنظمة الانتخابية الأخرى هي أنظمة غالبية، إذ يحدد الفائزون من خلال الحصول على أغلبية من الأصوات التي تُعد.
البرلمان الذي يمنح صلاحيات صنع القوانين لأي جماعة تمتلك أغلبية المقاعد قد يُسمى برلمان غالبي. هذا هو الحال في البرلمان البريطاني والبرلمان الهندي والعديد من مجالس السلطة الأخرى.
تحت الهيكل السياسي الديمقراطي الغالبي، لا ينبغي للأغلبية استبعاد أي أقلية من المشاركة في العملية الديمقراطية في المستقبل. يُشار أحيانًا إلى الغالبية بسخرية من قبل منتقديها بألقاب مثل «حكومة الدهماء» أو «استبداد الأغلبية». عادة ما يشار للغالبية بأنها حكم الأغلبية، والذي يمكن أن يشير إلى حكم الفئة الأكثرية على الفئة الأقلية، دون الإشارة إلى عملية اتخاذ القرار المسماة بحكم الأغلبية. حكم الأغلبية هو اعتقاد بأنه ينبغي لمجتمع الأكثرية الحق في حكم البلاد بالطريقة التي يرغب فيها. مع ذلك، في العديد من الحالات نتيجة لإقصاء الأقلية أو الأقليات بنشاط، غالبًا ما يُدعى بأن الأغلبية التي تمتلك حق الحكم هي فقط أقلية من الناخبين.
يُجادل مؤيدو الغالبية بأن اتخاذ القرارات بالأغلبية هو ديمقراطي بطبيعته، وأن أي قيود على اتخاذ القرارات بالأغلبية هي غير ديمقراطية بطبيعتها. إذا تم تقييد الديمقراطية بواسطة دستور لا يمكن تغييره بقرار بسيط بالأغلبية، فإن الأغلبية التي كانت موجودة في الأمس تحظى بمزيد من الوزن من الأغلبية الحالية. إذا تم تقييد الديمقراطية بواسطة مجموعة صغيرة مثل النبلاء أو القضاة أو الكهنة أو الجنود أو الفلاسفة، فإن المجتمع يصبح أوليغارشيًا (حكم الأقلية). القيد الوحيد القابل للقبول في نظام الغالبية هو أن الأغلبية الحالية ليس لديها الحق في منع ظهور أغلبية مختلفة في المستقبل؛ يمكن أن يحدث ذلك، على سبيل المثال، إذا نجحت أقلية في إقناع عدد كافٍ من الأغلبية بتغيير موقفها. بشكل خاص، لا يمكن للأغلبية استبعاد الأقلية من المشاركة في العملية الديمقراطية في المستقبل. الغالبية لا تمنع اتخاذ قرار من قبل الممثلين طالما أن هذا القرار يتخذ عبر حكم الأغلبية، حيث يمكن تغييره في أي وقت من قبل أي أغلبية مختلفة تظهر في المستقبل.
إحدى الانتقادات الموجهة إلى الغالبية هي أن الأنظمة التي لا تتطلب الحصول على أغلبية كبيرة لتغيير قواعد الاقتراع يمكن أن تكون عرضة لعدم الاستقرار. بين الانتقادات الأخرى للغالبية هو أن معظم القرارات في الواقع تتم بواسطة الأغلبية النسبية وليس بحكم الأغلبية، ما لم يتم تقييد النظام الانتخابي أو الخيارات إلى اثنين فقط، كما يحدث في التصويت الشرطي، والتصويت بجولتين، والاقتراع الفوري. بدوره، نظرًا لنظرية جيبارد ومفارقة آرو، فإنه ليس من الممكن وجود نظام انتخابي يحتوي على أكثر من خيارين ويحتفظ بالالتزام بمعايير «العدالة» مع معايير اتخاذ القرار الرشيد.
بالإضافة إلى ذلك، إذا تركت الغالبية بدون رقيب، فإن حقوق الأقليات يمكن أن تتعرض للتهديد. حاولت بعض الديمقراطيات حل هذه المشكلة عن طريق مطالبة بدعم الأغلبية الكبيرة لاعتماد تغييرات في الحقوق الأساسية. مثلًا، في الولايات المتحدة، كتبت حقوق الحرية في الدستور، مما يعني أنه سيكون هناك حاجة إلى أكثر من أغلبية بسيطة من أعضاء الكونغرس لإلغاء هذه الحقوق. سعت بعض الديمقراطيات الأخرى إلى التعامل مع تهديدات حقوق الأقليات عن طريق اعتماد أنظمة انتخابية تضمن منح مقاعد على الأقل لكتل سياسية تمثل الأقليات في البرلمان الوطني. أمثلة على ذلك تشمل نيوزيلندا، حيث يُستخدم نظام الانتخاب النسبي المختلط، وأستراليا، حيث يُستخدم نظام الانتقال الفوري للتصويت. ما إذا نجحت هذه الأساليب في حماية مصالح الأقليات أم ذهبت بعيدًا في ذلك يظل موضوعًا للمناقشة.
يشير تحليل آخر نقدي للغالبية إلى أنه عندما تظهر على أنها شكل من أشكال الحكم يستخدم علامات تضمين واستبعاد قومية وشعبوية، تكون الغالبية «استبدادية بمعناها الحرفي». يؤكد مؤيدو الغالبية القومية والشعبوية أنهم هم «الشعب» (حيث يُسمح فقط بوجود شعب واحد)، وهناك مساحة ضئيلة للتعددية. يشير المفكرون إلى أن هذا النوع من الحكم يمكن رؤيته في السياق الهندي تحت حكم ناريندرا مودي.

## الأنماط
تتفرع الغالبية كمفهوم حكومي إلى عدة أشكال. الشكل الكلاسيكي الذي يتضمن نظام برلمان وحيد الغرفة ودولة مركزية.
الغالبية المؤهلة هي شكل أكثر شمولية، مع درجات من اللامركزية والفدرالية.
تضم الغالبية التكاملية عدة مؤسسات للحفاظ على مجموعات الأقليات وتعزيز الأحزاب السياسية المعتدلة.

## التاريخ
هناك حالات قليلة نسبيًا من حكم الأغلبية على نطاق واسع في التاريخ المسجل، ومن أبرزها النظام الغالبي في الديمقراطية الأثينية وغيرها من مدن الدولة اليونانية القديمة. مع ذلك، يرى البعض أن أيًا من تلك المدن اليونانية القديمة لم تكن حقًا تعتمد على مبدأ الحكم بالأغلبية، خاصة نظرًا لاستبعادها للنساء وغير أصحاب الأراضي والعبيد من عمليات اتخاذ القرار. عارض معظم الفلاسفة القدامى الشهيرين الغالبية بقوة، لأن القرارات التي تعتمد على إرادة الجماهير «غير المثقفة والمستنيرة» ليست بالضرورة حكيمة أو عادلة. يعد أفلاطون مثالًا بارزًا مع كتابه «الجمهورية»، الذي يصف نموذجًا اجتماعيًا مستندًا إلى هيكل طبقي مقسم إلى ثلاث فئات.
يقدم المؤرخ الأنثروبولوجي الأناركي ديفيد غرايبر لندرة الحكومات الديمقراطية الغالبية في السجل التاريخي. «يمكننا القول إن الديمقراطية الغالبة لا يمكن أن تظهر إلا عندما يتزامن عاملان: الأول هو الإحساس بأن الناس يجب أن يكون لديهم حق متساوٍ في اتخاذ قرارات المجموعة، والثاني آلية قهرية قادرة على فرض تلك القرارات». يقدم غرايبر حجة بأن هذين العاملين نادرًا ما يلتقيان: «حيث توجد مجتمعات متساوية، يُعتبر عادة أن فرض القهر النظامي خاطئ. حيث توجد آلية قهر، لم يخطر حتى في بال الذين يمارسونها أنهم يفرضون أي نوع من الإرادة الشعبية».
الغالبية (كنظرية)، مشابهة للديمقراطية، غالبًا ما تم استخدامها كذريعة من قبل أقليات كبيرة أو عدوانية لقمع سياسي لأقليات أصغر (أو أقل نشطة مدنيًا)، أو حتى في بعض الأحيان الأغلبية النشطة مدنيًا.
غالبًا ما ترد هذه الأجندة في مجال الدين: في معظم الدول الغربية، على سبيل المثال، يُعترف بيوم عيد الميلاد وفي بعض البلدان، يتم التعرف أيضًا على تواريخ أخرى مهمة في السنة المسيحية كأيام عطل رسمية؛ بالإضافة إلى أن طائفة معينة يمكن تعيينها كديانة رسمية وتلقي دعم مالي من الحكومة (أمثلة على ذلك تشمل كنيسة إنجلترا في إنجلترا والكنيسة اللوثرية في البلدان الإسكندنافية). تمتلك معظم البلدان أيضًا لغة أو لغات رسمية واحدة أو أكثر، في كثير من الحالات على حساب بعض الفئات الأقلية داخل تلك البلدان التي لا تتحدث اللغة أو اللغات المعينة. في معظم الحالات، لم تتخذ تلك القرارات باستخدام استفتاء غالبي، وحتى في الحالة النادرة عندما تم استخدام استفتاء، لا يُسمح للأغلبية الجديدة بالظهور في أي وقت وإلغاؤها.